# Matthäus Lang von Wellenburg
Matthäus Lang von Wellenburg (Augsburgo, 1468 - Salzburgo, 30 de março de 1540) foi um cardeal do século XVII.

## Primeiros anos
Nasceu em Augsburgo em 1468, Filho de Hans Lang, provavelmente ourives, empresário e ocasionalmente soldado da cidade, e de Margareta Sulzer; eles tiveram doze filhos.

## Educação
Estudou em Ingolstadt com o coro masculino do Duque George; completou seus estudos nas universidades de Ingolstadt (bacharelado, 1486}; Tübingen ( magister , 1490); e a partir de 1493 em Viena. Por causa de sua formação em direito romano, recebeu de Maximiliano I, rei dos romanos, a "licenciatura" legal doctorandi", 18 de dezembro de 1494.

## Juventude
Ingressou na chancelaria de Berthold von Henneberg, arcebispo de Mainz; tornou-se secretário em 1494; e em 1498, secretário da câmara. Teve três filhos naturais com Sibilla Millerin entre 1490 e 1495; ele legitimou Matthäus e Markus e os incluiu em seu testamento. Secretário do Rei Maximiliano I em 1494. Clérigo de Augsburgo. Reitor do capítulo da catedral de Augsburg em 1500. Primeiro conselheiro imperial em 1501; na sua qualidade, adquiriu pelos serviços diplomáticos grandes somas de dinheiro e numerosos benefícios. Reitor de Maria Woerth em Kaernten; cânone dos capítulos da catedral de Aschaffenburg e Eichstätt; reitor dos capítulos das catedrais de Augsburg, Eichstätt e Konstanz.

## Episcopado
Nomeado coadjutor, com direito de sucessão, do bispo de Gurk, 1501. Sucedeu como príncipe-bispo de Gurk, 6 de outubro de 1505; ocupou a sé até 1522; ele continuou a residir no tribunal; não recebeu a consagração episcopal; e nunca visitou sua diocese. O rei Maximiliano I confiou-lhe várias missões diplomáticas; ele viajou duas vezes para Paris e Roma e uma vez para Bolonha. Em 1505, ele resolveu a controvérsia da sucessão de Landshuter. Ele foi elevado à nobreza com o título de von Wellenburg em 1507. Em 1508, tornou-se chanceler real. Como embaixador imperial dirigiu as negociações do imperador com a França Veneza Hungria e o Papado de 1508 a 1515. Após a conclusão da Liga de Cambrai com a França em 1508 naquele ano esteve envolvido na aceitação pelo rei Maximiliano I em Trento do título de "Erwählter Römischer Kaiser" (imperador romano escolhido); o título ficou sem coroação/culminação em Roma. Nomeado bispo de Cartagena, 30 de setembro de 1510(1) ; ocupou a sé até sua morte.

## Cardinalato
Criado cardeal e reservado in pectore , 10 de março de 1511; publicado no consistório de 24 de novembro de 1512 (2) ; recebeu o barrete vermelho e o título de S. Ângelo em Pescheria, diaconia atribuída como título, antes de 22 de março de 1514. Nomeado arcebispo coadjutor de Salzburgo, com direito de sucessão, em 5 de abril de 1512; o capítulo da catedral foi proibido de realizar novas eleições; o arcebispo daquela sé, Leonard Keutschach, expressou sua oposição à nomeação (3) . Inicialmente apoiou o cismático Concílio de Pisa mas depois juntou-se ao Quinto Concílio de Latrão em 3 de dezembro de 1512. Não participou do conclave de 1513 , que elegeu o Papa Leão X. Cônego e comendador prebendáriodo capítulo da catedral de Würzburg, 22 de março de 1514. Abade comendador do mosteiro cisterciense de Viktring, arquidiocese de Salzburgo, 23 de abril de 1514. Sucedeu à sé metropolitana de Salzburgo, 28 de junho de 1519; recebeu o pálio em 8 de agosto de 1519; ocupou a sé até sua morte.

## Sacerdócio
Ordenado em 24 de setembro de 1519, Salzburgo. Recebeu a consagração episcopal, em 25 de setembro de 1519, em Salzburgo, de Philipp bei Rhein, bispo de Freising, auxiliado por Berthold Pürstinger, bispo de Chiemsee, e por Leonhard Pewerl, bispo de Lavant. Ele teve uma influência decisiva na eleição de Carlos V como Sacro Imperador Romano. Numa reunião do conselho alemão, que presidiu em 1520 na presença do núncio papal, Girolamo Aleander, ele parecia ter aconselhado contra medidas enérgicas em oposição a Martinho Lutero; com o aparecimento de Lutero na Dieta de Worms em 1521, onde o cardeal estava presente, ele se manifestou como um adversário decidido do movimento reformador. Ele convenceu o imperador em 1521 a tomar medidas contra Martinho Lutero. Após a Dieta de Worms, em 30 de janeiro de 1521, ele perdeu seu papel dominante como diplomata imperial. Não participou doconclave de 1521-1522 , que elegeu o Papa Adriano VI. Promoveu a reforma da igreja nos sínodos de Mühldorf de 1522 e 1537. Proibiu os escritos de Lutero e seus ensinamentos em 1524 e promoveu a execução do Édito de Worms; ele também efetuou uma visitação à arquidiocese. Não participou do conclave de 1523, que elegeu o Papa Clemente VII. O Cardeal Lang juntou-se à liga dos príncipes católicos em Ratisbona em 7 de julho de 1524. Ele negociou o Tratado de Viena de 1525, pelo qual a Boêmia e a Hungria foram anexadas à Casa de Habsburgo. O cardeal suprimiu a Guerra dos Camponeses em sua arquidiocese entre 1525 e 1526. Para acalmar a simpatia dos residentes de Salzburgo pelo luteranismo, ele pediu ao ex-superior de Martinho Lutero, o provincial Agostinho, Johannes Staupitz, que fosse a Salzburgo e nomeou-o o ministro da catedral. O Salzburger Landesordnung , 1526, foi elaborado a pedido do cardeal. Recebeu o título de Primas Germaniaeem 1529, depois que o arcebispo de Magdeburg se tornou protestante; o título foi anteriormente dado ao ocupante da Sé de Magdeburg. Participou da Dieta de Augsburgo em 1530 e da de Regensburg em 1532. Nos contratos de 1533 entre o rei Fernando I e o cardeal Lang, foram regulamentadas as relações entre o Tirol e Salzburgo; as questões da fixação das fronteiras e dos direitos de soberania alcançaram uma solução duradoura. Em 1535 seguiu-se o esclarecimento das questões de posse de Salzburgo em Kaernten, Stelermark e Baixa Áustria; e também a forma como os Habsburgos representavam a última instância de denominação nestes países, enquanto o arcebispo permanecia responsável por certas controvérsias. Participou do conclave de 1534, que elegeu o Papa Paulo III. Optou pela ordem dos bispos e pela sé suburbana de Albano, em 26 de fevereiro de 1535. Em 1535 celebrou um contrato com o rei Fernando I encerrando a polêmica sobre a presidência do Fürstenbank; concordaram que a Áustria e Salzburgo deveriam alternar a presidência. Administrador da Sé de Chiemsee, 1535-1536. Teve uma influência decisiva nas políticas europeias e as suas reformas eclesiásticas nasceram mais de interesses políticos do que religiosos. Os humanistas, que ele promoveu generosamente, consideravam-no um dos seus; ele também foi um patrono das ciências e da música.
Morreu em Salzburgo em 30 de março de 1540. Enterrado na Catedral Metropolitana de Salzburgo em frente ao Rupertalrar , ao lado do túmulo do Arcebispo Johann Beckenschlager de Salzburgo.